# کامیون تانکر

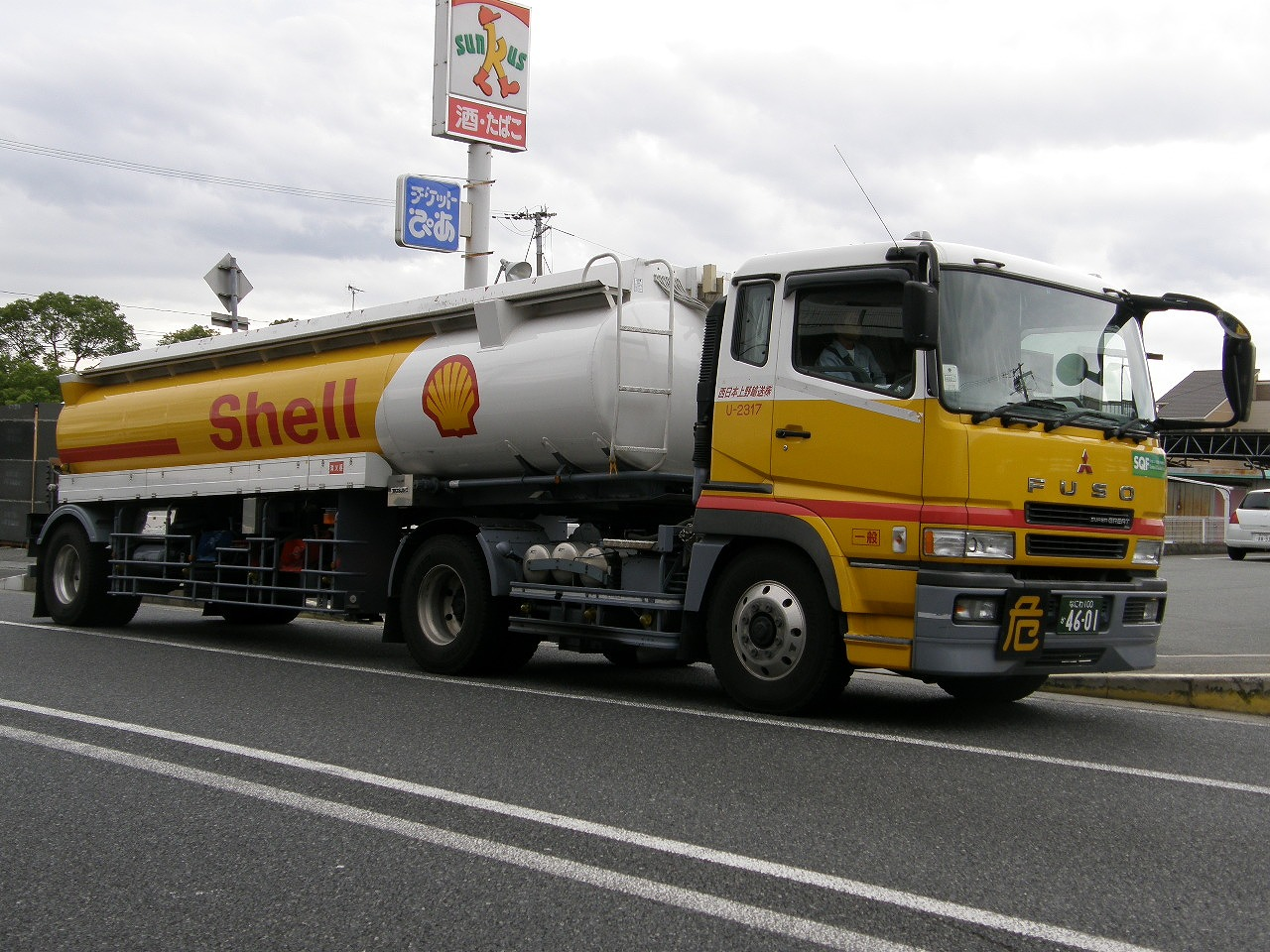
کامیون باری مخزنی در ژاپن

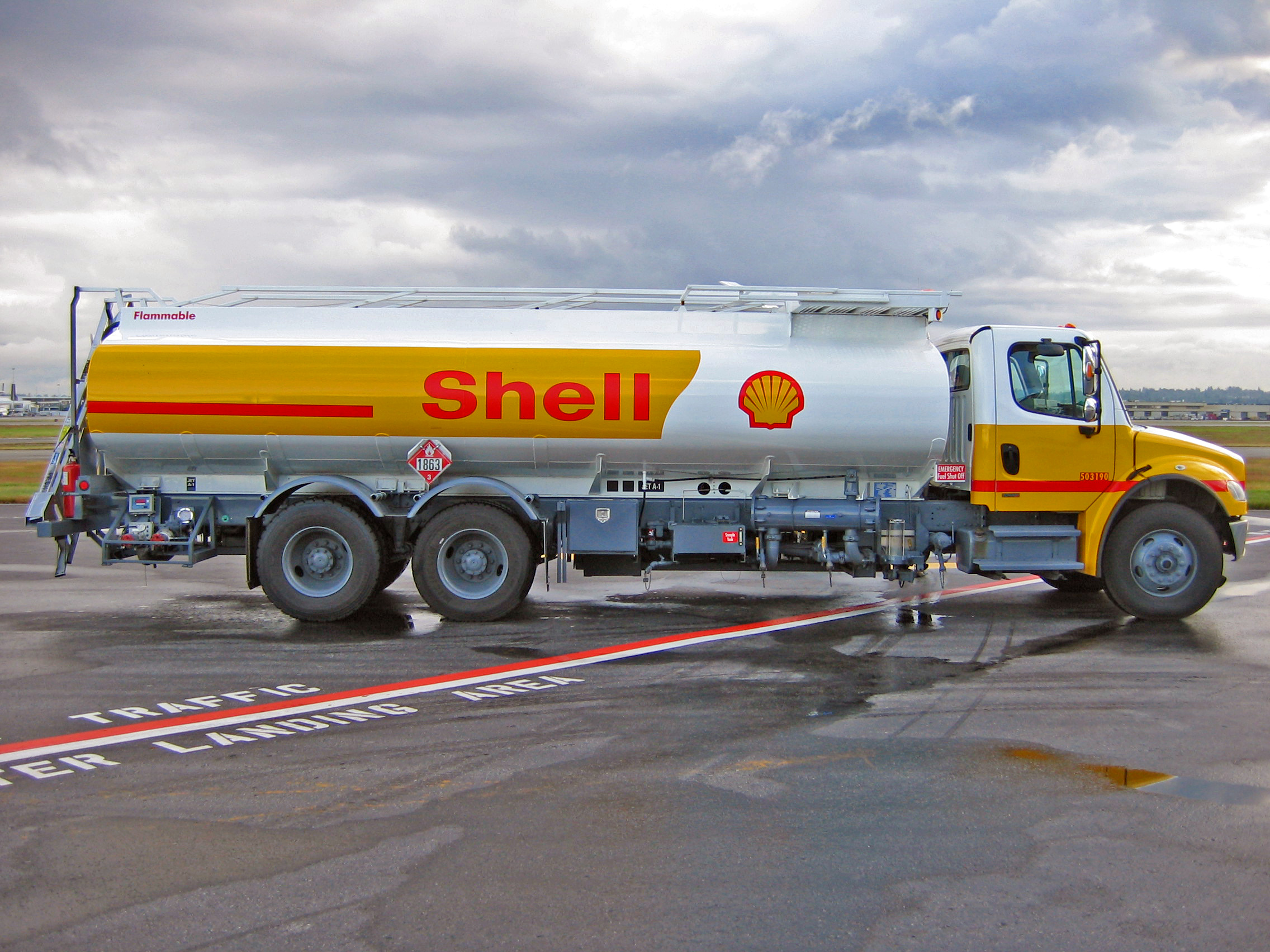
کامیون باری مخزنی شرکت نفت و گاز شل در فرودگاه ونکوور، کانادا

کامیون باری مخزنی یا کامیون تانکر خودروهای موتورداری هستند که برای حمل و نقل موادی که به فضای بسته و مخزنی نیاز دارند استفاده می‌شوند؛ از این مواد می‌توان به مایعات، سیمان، گازها و گازهای مایع اشاره کرد. این خودروها در اندازه‌های گوناگونی وجود دارند اما بزرگ‌ترین آن‌ها به همراه مخزن می‌توانند به اندازه‌ای برابر با قطار باربری محل ذخیره داشته باشند. در ساخت مخزن این خودروها معمولاً با توجه به موادی که قرار است در آن‌ها ذخیره شود مواد گوناگونی استفاده می‌شود اما بیشتر این مخازن دارای عایق‌های گوناگون به ویژه حرارتی هستند که به حفظ مواد درونشان کمک می‌کنند؛ البته انواع بدون عایق هم وجود دارند. کامیون‌هایی با مخازن بزرگ معمولاً دارای حجم ذخیره‌سازی ۲۱٬۰۰۰ تا ۴۴٬۰۰۰ لیتر را دارا می‌باشند و کامیون‌های کوچک‌تر با مخزن کوچک‌تر معمولاً توانایی حمل مواد با حجم ۳٬۸۰۰ لیتر تا حداکثر ۱۱٬۰۰۰ لیتر را دارند.